# Boland Amendment
Le terme Boland Amendment renvoie dans les faits à plusieurs amendements législatifs approuvés entre 1982 et 1986 par le Congrès des États-Unis qui visent à limiter, sinon endiguer, la possibilité du gouvernement des États-Unis de soutenir les Contras, groupes d’opposants armés au régime sandiniste du Nicaragua. Nommé en l'honneur du représentant démocrate Edward Boland (en), le premier est intégré à la House Appropriations Bill de 1982, puis attaché comme cavalier législatif à la Defense Appropriations Act de 1983. La Chambre des représentants des États-Unis vote en faveur de cette loi par le score de 411–0 le 8 décembre 1982 ; le Président Ronald Reagan la met en vigueur officiellement le 21 décembre. L'amendement autorise l'aide américaine aux Contras, sauf si leurs activités visent à renverser le gouvernement nicaraguayen. D'autres amendements seront mis en vigueur en 1984 (le plus restrictif selon The New York Times), 1985 et 1986 qui restreindront encore plus les options du gouvernement fédéral américain (par exemple, il sera interdit à l'armée américaine de soutenir les Contras).
Le Boland Amendment a surtout influencé les projets et les décisions de l'administration Reagan pendant l'affaire Iran-Contra.